# Monica Macovei
Monica Luisa Macovei (pronunciació romanesa: [moˈnika luˈisa makoˈvej]; nascuda el 4 de febrer de 1959) és una política, advocada i antiga fiscal romanesa, i antiga diputada al Parlament Europeu pels Conservadors i Reformistes Europeus i antigament membre del Partit Demòcrata-Liberal romanès (PDL). Va ser la ministra de Justícia de Romania al primer gabinet del primer ministre Călin Popescu-Tăriceanu. En aquesta posició se li va acreditar la implementació de les reformes de justícia necessàries perquè Romania esdevingués un estat membre de la Unió Europea. Macovei també va ser una candidata independent a les Eleccions presidencials romaneses de 2014.